# Rybniště

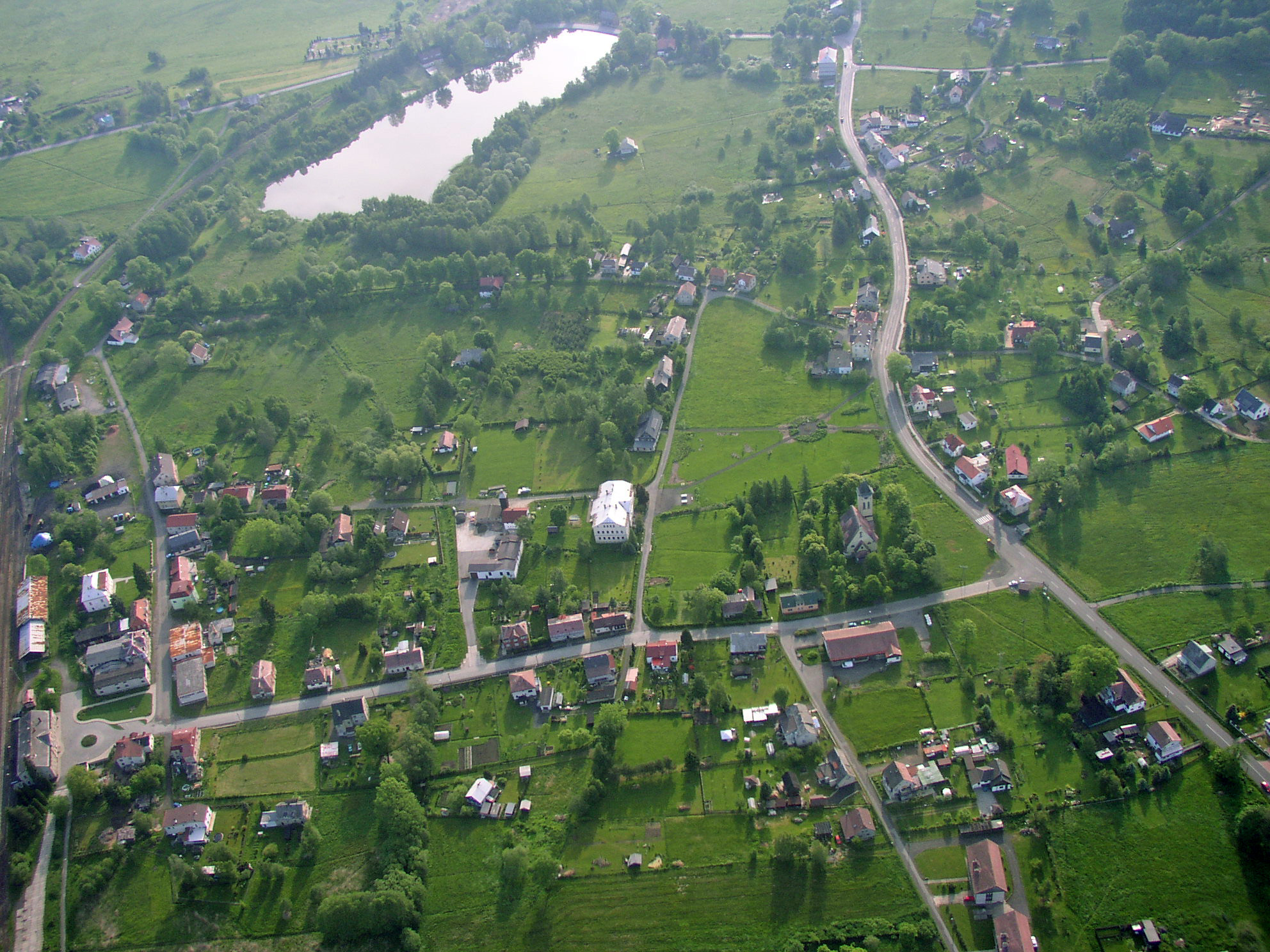
Luftbild von Rybniště

Rybniště (deutsch Teichstatt) ist eine Gemeinde in der Tschechischen Republik. Sie liegt östlich von Děčín und gehört zum Okres Děčín.

## Geographie

### Geographische Lage
Die Gemeinde liegt auf der Nordseite des Lausitzer Gebirges, durch welche die europäische Wasserscheide zwischen der Nord- und Ostsee verläuft, etwa 8 km südwestlich von Varnsdorf.

### Gemeindegliederung
Die Gemeinde Rybniště besteht aus den Ortsteilen Nová Chřibská (Neu Kreibitz) und Rybniště (Teichstatt), die zugleich auch Katastralbezirke bilden.

## Geschichte
Im Jahre 1715 gründeten die Besitzer der Herrschaft Česká Kamenice – die Grafen Kinsky – anstelle eines abgelassenen und ausgetrockneten Teiches eine Streusiedlung. Früher gab es hier Textilindustrie, später auch eine Glasfabrik, die im Zweiten Weltkrieg ausbrannte. Durch das Dorf verläuft die europäische Wasserscheide, das Wasser wird in zwei Meere abgeleitet. In der 1833 gegründeten Ortschaft stehen einige Häuser, von deren Dächern Wasser sowohl in Richtung der Ostsee als auch in der anderen in die Nordsee abfließt. Teichstatt bildete ab der Mitte des 19. Jahrhunderts eine Gemeinde im Gerichtsbezirk Warnsdorf. Bis 1945 bildeten Deutschböhmen die Bevölkerungsmehrheit.

## Kultur und Sehenswürdigkeiten
Das Wahrzeichen der Gemeinde ist die Kirche St. Joseph im Jugendstil aus dem Jahre 1912, ein Werk von Anton Möller (1864–1927) aus Warnsdorf.